# 鈴木亨市
鈴木 亨市（すずき きょういち、1894年5月24日 - 1969年7月30日）は、日本の経営者。愛知県豊橋市出身。

## 経歴
1919年に東京帝国大学法学部独法科を卒業し、同年に日本銀行に入行。1943年10月に東海銀行に転じ、頭取となり、1959年から会長を務めた。
1962年3月から1968年2月までに名古屋商工会議所会頭を務めた。
1958年に藍綬褒章を受章。